# Кош (Прјевидза)
Кош (слч. Koš) насељено је мјесто са административним статусом сеоске општине (слч. obec) у округу Прјевидза, у Тренчинском крају, Словачка Република.

## Становништво
| Година:    | 1994. | 2004.    | 2014.    | 2024.    |
| ---------- | ----- | -------- | -------- | -------- |
| Број људи: | 802   | 900      | 1150     | 1005     |
| Разлика:   |       | +12,21 % | +27,77 % | -12,60 % |

| Година:    | 2023. | 2024.   |
| ---------- | ----- | ------- |
| Број људи: | 1024  | 1005    |
| Разлика:   |       | -1,85 % |

Према подацима о броју становника из 2011. године насеље је имало 1.177 становника.